# Jofran Frejat
Jofran Frejat (Floriano, 19 de maio de 1937 — Brasília, 23 de novembro de 2020) foi um médico e político brasileiro, filiado ao Partido Liberal (PL) e deputado federal pelo Distrito Federal por cinco mandatos.

## Dados biográficos
Filho de João Frejat e Adélia Frejat. Casado com Denise Nunes Martins Frejat. Formado pela Faculdade de Medicina da Universidade Federal do Rio de Janeiro em 1962, mesmo ano que se mudou para Brasília onde trabalhou no Hospital Regional da Asa Sul. Pós-graduado pela Universidade de Londres em 1972, foi titular do Colégio Brasileiro de Cirurgiões, da Sociedade Brasileira de Mastologia e do Colégio Internacional de Cirurgiões. Diretor do Instituto Médico Legal do Distrito Federal (1973-1979) nos governos Hélio Prates da Silveira e Elmo Serejo Farias, foi Secretário de Saúde no governo Aimé Lamaison e posteriormente secretário-geral do Ministério da Previdência Social além de ocupar uma cadeira no conselho diretor da Fundação Hospitalar do Distrito Federal.
Eleito deputado federal pelo PFL do Distrito Federal em 1986 e participou da Assembleia Nacional Constituinte que elaborou a Constituição de 1988. Reeleito em 1990, afastou-se para ocupar a Secretaria de Saúde no segundo governo Joaquim Roriz. Filiado ao PP, foi reeleito em 1994, ingressou no PPB, votou contra a Emenda da Reeleição e conquistou um novo mandato em 1998, afastando-se para retornar para a Secretaria de Saúde no terceiro governo Joaquim Roriz. Disputou uma cadeira no Senado Federal em 2002 ingressou no PTB e foi reeleito deputado federal em 2006.
Em 2014 candidatou-se ao governo brasiliense obtendo 27,72% dos votos, o que o fez disputar o segundo turno, vencido pelo senador Rodrigo Rollemberg. Quatro anos depois iniciou um processo de pré-candidatura ao governo brasiliense pelo PR, mas desistiu de concorrer ao cargo.
Em setembro de 2020 foi diagnosticado com câncer de pulmão. após 20 dias na UTI, morreu no início da noite do dia 23 de novembro.
Era irmão do também político José Frejat e tio do cantor e compositor Roberto Frejat, parceiro de Cazuza e fundador do Barão Vermelho.